# Karoy Anderson
Karoy Zidane Lovebourne Anderson (Lewisham, Inglaterra, Reino Unido, 1 de octubre de 2004) es un futbolista británico nacionalizado jamaicano que juega como mediocampista en el Charlton Athletic de la EFL Championship de Inglaterra.

## Selección nacional
Fue convocado para la selección de Jamaica para una serie de partidos de la Liga de Naciones de la Concacaf 2023-24 en octubre de 2023. El 12 de octubre de 2023 Anderson hizo su debut en Jamaica, al entrar como suplente en la segunda mitad de la victoria por 4-1 sobre Granada.

### Participaciones en Copas América
| Torneo            | Sede           | Resultado    | Partidos | Goles |
| ----------------- | -------------- | ------------ | -------- | ----- |
| Copa América 2024 | Estados Unidos | Primera fase | 2        | 0     |